# Patcha Point
Der Patcha Point ist eine Landspitze, die das südliche Ende der Nansen-Insel in der Wilhelmina Bay vor der Danco-Küste des Grahamlands auf der Antarktischen Halbinsel bildet. Sie markiert die westliche Begrenzung der Bucht Seno Malfanti.
Teilnehmer der Belgica-Expedition (1897–1899) des belgischen Polarforschers Adrien de Gerlache de Gomery nahmen die erste Kartierung vor. Das UK Antarctic Place-Names Committee benannte sie 1960 nach Jan Patcha (1918–2009), Hubschrauberpilot bei der Falkland Islands and Dependencies Aerial Survey Expedition von 1956 bis 1957.